# Juntos na Canção – Hinário Australiano II
Together in Song: Australian Hymn Book II (ISBN 1-86371-762-5 ) foi publicado em 1999. É um livro de 783 salmos, hinos e cânticos espirituais para uso no culto cristão na Austrália e em outros lugares. Surgiu a partir de uma revisão significativa do Australian Hymn Book, o qual foi publicado 22 anos antes.
Foi criado por um comitê editorial ecumênico presidido pelo Cônego Dr. Lawrence Bartlett e contendo representantes das igrejas Anglicana, Igrejas de Cristo, Luterana, Presbiteriana, Católica Romana e Igreja Unida da Austrália .
As principais mudanças incluem a modernização dos textos (usando uma linguagem inclusiva e reduzindo a linguagem arcaica), removendo hinos que haviam caído em desuso, enfatizando salmos e adicionando composições musicais e canções de adoração mais modernas. O livro também reflete as mudanças acordadas pela Consulta Litúrgica da Língua Inglesa em 1988.
O cônego Dr. Lawrence Barllett descreve o o hinário como ''Ecumênico no que tange a representar as características liturgicas das igrejas representadas no comitê editorial'' e ''Contemporâneo no sentido de que todo o material, seja antigo ou novo, é apresentado de forma que os fiéis de hoje possam usá-lo sem constrangimento ou confusão."
A coleção de hinos foi produzida para ser internacional, com material extraído de 48 países.  A adição de novas canções expandiu o alcance dos estilos musicais representados, abrangendo desde Cantochão até hinos contemporâneos compostos na Hillsong. O compositor mais representado foi Charles Wesley, com 41 hinos de sua autoria, enquanto compositores contemporâneos como Brian Wren tiveram 24 hinos inclusos, John L Bell tem 27 e Shirley Murray tem 5. Em alguns casos, quando o comitê editorial não conseguiu encontrar um hino que atenderia a sua demanda, eles escreveram seus proprios hinos, como por exemplo o hino de Shirley Ludgater que narra o casamento como um ato da criação ''When the light of first creation".
Uma crítica sobre o uso de linguaguem inclusiva no hinário, foi que a mesma prejudicou a escrita de hinos mais antigos, adptando-os a uma linguagem mais contemporânea.
Os hinos são divididos em seções, categorizadas por temas teológicos e usos litúrgicos, e são organizados cronologicamente dentro de cada seção. O hinário está diponível em versões com acordes, melodias, letra grande, softwares e CDs de aúdio. A versão de harmonia contem múltiplos índices de melodias, métricas, compositores e arranjos, autores e traduções, textos baseados em passagens das escrituras, artigos, calendário da igreja, primeiras linhas e títulos comuns (mas não contem os acordes para violão, que aparecem na versão de melodia). A versão de melodia omite alguns destes índices.
Em 2017 foi anunciado que não haverá mais impressões futuras do hinário, tendo em vista que a editora que o publica, HarperCollins, decidiu não renovar as licenças com os detentores de direitos autorais após a expiração em 2018.

## Companhia para o''Juntos na canção''
- Milgate, W. & Wood, HD (2006) Um companheiro de Juntos na música : Livro de hinos australiano II, Sydney : Livro de Hinos AustralianosISBN 0-646-45712-8 contendo notas sobre as fontes e a história de cada melodia e texto de hino, junto com breves biografias de todos os autores e compositores.